# 366

## Události
- duben – bitva u Thyatiry: římský císař Valens porazil uzurpátora Procopia.

## Úmrtí
- 24. září – Liberius, papež katolické církve

## Hlavy států
- Papež – Liberius (352–366) » Damasus I. (366–384) + Ursinus (vzdoropapež) (366–367)
- Římská říše – Valens (východ) (364–378), Valentinianus I. (západ) (364–375)
- Perská říše – Šápúr II. (309–379)